# ژارنوویتس (استان سیلسیان)
ژارنوویتس (به لهستانی:  Żarnowiec) یک روستا در لهستان است که در گمینا ژارنوویتس واقع شده‌است. ژارنوویتس ۸۳۰ نفر جمعیت دارد.